# Championnats du monde de VTT marathon 2005
Navigation
2004 2006
Les championnats du monde de VTT marathon 2005 ont lieu à Lillehammer en Norvège le 20 août 2005.

## Classements

### Hommes
| Pos | Nom                 | Pays      | Temps          |
| --- | ------------------- | --------- | -------------- |
| 1   | Thomas Frischknecht | Suisse    | 3 h 52 min 1 s |
| 2   | Bart Brentjens      | Pays-Bas  | + 1 min 43 s   |
| 3   | Dario Acquaroli     | Italie    | + 2 min 50 s   |
| 4   | Peter Riis Andersen | Danemark  | + 5 min 42 s   |
| 5   | Ralph Näf           | Suisse    | + 5 min 58 s   |
| 6   | Karl Platt          | Allemagne | + 6 min 5 s    |
| 7   | Marco Bui           | Italie    | + 6 min 34 s   |
| 8   | Thomas Dietsch      | France    | + 6 min 47 s   |
| 9   | Andreas Kugler      | Suisse    | + 7 min 5 s    |
| 10  | Jader Zoli          | Italie    | + 8 min 18 s   |

### Femmes
| Pos | Nom              | Pays       | Temps          |
| --- | ---------------- | ---------- | -------------- |
| 1   | Gunn-Rita Dahle  | Norvège    | 4 h 5 min 18 s |
| 2   | Blaza Klemencic  | Slovénie   | + 1 min 43 s   |
| 3   | Petra Henzi      | Suisse     | + 2 min 25 s   |
| 4   | Anna Enocsson    | Suède      | + 2 min 46 s   |
| 5   | Pia Sundstedt    | Finlande   | + 4 min 15 s   |
| 6   | Daniela Louis    | Suisse     | + 7 min 40 s   |
| 7   | Esther Süss      | Suisse     | + 10 min 56 s  |
| 8   | Irina Kalentieva | Russie     | + 10 min 57 s  |
| 9   | Martina Deubler  | Autriche   | + 11 min 3 s   |
| 10  | Gretchen Reeves  | États-Unis | + 11 min 27 s  |